# Hildegard Falk
Hildegard Johanna Falk, född Schüller 27 oktober 1922 i Leipzig, död 25 juni 1998 i Östra Kärrstorps församling i Skåne län, var en tysk-svensk målare och tecknare.
Efter realexamen studerade Hildegard Falk konst och teaterdekoration vid Konstfack i Leipzig (under professorerna Karl Miersch och Erich Gruner) och samtidigt på Konstakademien i Leipzig 1938–1942. Hon var verksam som scenkonstnär vid teatrarna i Leipzig och senare Brno i Sydöstra Tjeckien där hon bodde till 1945.
När andra världskriget avslutades flydde hon från dåvarande Tjeckoslovakien till Schleswig-Holstein i Tyskland. Hon arbetade en tid som lantarbetare innan hon 1948 kom som flykting till Landskrona i Sverige. Hon återupptog sin konstnärliga verksamhet samtidigt som hon tog de jobb som fanns att få. År 1955 flyttade hon och hennes familj från Landskrona till Bjärsjölagård där hon sedan bodde till sin död.
I Sverige vidareutbildade hon sig vid Essem-skolan i Malmö under Arwid Karlsson, vid Skånska målarskolan och senare lärde hon sig också grafik vid Forumskolan under Bertil Lundberg och Hasse Hasselgren. Under 1960-talet gjorde hon ett antal studieresor till Spanien, Österrike, Schweiz och Sydfrankrike. 
År 1986 hedrades hon för sin mångåriga kulturgärning i Färs härad genom att bli årets kulturpristagare. Samtidigt utsågs hon till hedersmedlem i Sjöbo Lions Club. Vid Sjöbo Lions 35-årsjubileum 1991 tilldelades Hildegard Falk en av Lionsrörelsens förnämsta utmärkelser, Melwin Jones Fellow-plaketten, för sitt arbete med att varje år, under tjugo år, göra julkort till Lions verksamhet.
Hennes konst består av hamnmotiv, gamla byggnader, skogspartier och sagomotiv i olja eller akvarell.
Hon blev känd för sina kolteckningar av barnporträtt, sina oljemålningar och akvareller av landskap, hästar och lekande barn.
Hildegard Falk deltog i jurybedömda salonger och samlingsutställningar på Kristianstads Museum, Tomelilla museum och Borås Museum. Separat ställde hon ut i bland annat Örebro, Landskrona, Kristianstad, Svedala, Borås och Trelleborg samt på Centralsygehuset i Næstved, Danmark, och hon medverkade i samlingsutställningar arrangerade av Hörby konstförening. Hildegard Falk finns representerad bland annat på Borås Museum, Sjöbo tingshus, på länsstyrelserna i Borås, Kristianstad och Malmö, samt på sjukhus, tingshus, ålderdomshem, skolor och andra offentliga inrättningar i södra och mellersta Sverige.
Hon var dotter till pianisten Felix Schüller och Johanna Damm, gift 1949–1961 med Werner Falk och fick tre döttrar 1949, 1952 och 1959.